# 뉴질랜드의 로마 가톨릭 교구 목록
뉴질랜드의 로마 가톨릭 교구는 1개 관구에 1개 관구장좌 대교구와 5개의 일반교구로 구성된다

## 교구

### 웰링톤 관구(Province of Wellington)
- 웰링톤 관구장좌 대교구( Archdiocese of Wellington)
- 오클랜드 교구(Diocese of Auckland)
- 크라이스트춰치 교구( Diocese of Christchurch)
- 더니든 교구(Diocese of Dunedin)
- 해밀턴 교구( Diocese of Hamilton in New Zealand)
- 파이머스톤노스 교구( Diocese of Palmerston North)